# ساولی، داربی‌شر
ساولی (به انگلیسی: Sawley) یک روستا و محله مدنی در بریتانیا است که در Erewash واقع شده‌است. ساولی ۶٬۶۲۹ نفر جمعیت دارد.